# 헤이젠몬의 난
헤이젠몬의 난(일본어: 平禅門の乱, へいぜんもんのらん)은 일본 가마쿠라 시대(鎌倉時代) 후기인 조오(正応) 6년 4월 22일(1293년 5월 29일)에 가마쿠라(鎌倉)에서 일어난 정변이다. 가마쿠라 막부(鎌倉幕府)를 지배하던 호조씨 도쿠소케(北条氏得宗家)의 나이간레이(内管領)로써 절대적 권세를 떨치고 있던 다이라노 요리쓰나(平頼綱)가 주군인 9대 싯켄(執権) 호조 사다토키(北条貞時)에게 멸망당한 사건이기도 하다.

## 개요
호조 도쿠소케(得宗家)의 집사(執事)였던 다이라노 요리쓰나는 8대 싯켄 호조 도키무네(北条時宗)가 사망하고 그 아들 사다토키(貞時)가 9대 싯켄이 된 이듬해 고안(弘安) 8년(1285년)에 정치 노선으로 대립하고 있던 유력 고케닌(御家人) 아다치 야스모리(安達泰盛)나 야스모리파 고케닌들을 시모쓰키 소동(霜月騒動)으로 토벌하였다. 그 뒤 한동안 요리쓰나는 추가법(追加法)을 빈번하게 내는 등 절차를 중시하는 정치 경영을 행하였으나, 고안 10년(1287년)에 7대 쇼군(将軍) 미나모토노 고레야스(源惟康)가 친왕이 되어 고레야스 친왕이 된 시기에 정치 자세를 일변해 공포정치에 매진하였다.
사다토키는 자신의 유모부(乳母父)이기도 했던 요리쓰나의 지지를 얻어 자신을 정점으로 하는 도쿠소 전제 체제를 구축하였으나, 요리쓰나의 권세에 불안을 품고 있기도 했다. 조오(正応) 6년(1293년) 가마쿠라 대지진의 혼란을 틈타 사다토키는 가마쿠라(鎌倉)의 교지가타니(経師ヶ谷)에 있던 요리쓰나의 저택을 습격할 것을 명했고, 요리쓰나는 자결, 그 아들인 이이누마 스케무네(飯沼資宗)도 잡혀 죽고, 화마 속에서 요리쓰나의 일족 93명은 모두 죽었다. 혼란 속에서도 사다토키의 딸 두 명도 사망하였다. 시모쓰키 소동의 영향이 일본 전체에 걸쳐 거대했던 것에 비하면, 헤이젠몬의 난은 별다른 반향 없이 끝났다.
에도 시대의 『보력간기』(保暦間記)에 따르면, 요리쓰나의 적남(嫡男)으로 아버지와 불화하고 있던 다이라노 무네쓰나(平宗綱)가 “요리쓰나가 둘째 아들 스케무네(資宗)를 쇼군으로 세우려 하고 있다”고 사다토키에게 참소하였다고 한다. 전조였는지는 모르지만 요리쓰나는 앞서 야스모리 조복(調伏) 기도를 의뢰했던 산문(山門)의 호지승(護持僧)에게 “세상이 두려워 떨고 있다”(世上怖畏)며 자신의 신변 안전을 기원하게 하였다고 한다.
『신겐 승정 일기』(親玄僧正日記)에 따르면 에이닌(永仁) 2년 4월 21일, 사다토키가 막부의 호지승이자 구가 미치타다(久我通忠)의 아들이기도 했던 신겐(親玄)에게 “추선(追善) 목적이 아니다”라고 딱 잘라 말하면서도 요리쓰나 일문을 위한 기원을 올렸다고 한다.
이 정변과 그 전에 일어났던 가마쿠라 대지진을 계기로 연호는 조오에서 에이닌으로 바뀌었다.
이후 요리쓰나 일족 등 미우치비토(御内人)의 세력은 잠시 후퇴하였고 사다토키의 전제정치가 시작되었다. 가나자와 아키토키(金沢顕時)나 아다치 씨 등 과거 시모쓰키 소동으로 몰락했던 세력들도 차츰 막부의 중추로 복귀하는 한편으로 야노 도모카게(矢野倫景) 등 사다토키와 가까웠던 법조 관료들이 중용되었다. 또한 요리쓰나 일족으로써 요리쓰나의 동생(또는 종형제)으로 알려진 나가사키 미쓰쓰나(長崎光綱)도 불려가 사다토키에게 중용되었다.
무로마치 시대(室町時代)의 선승(禅僧) 기도 슈신(義堂周信)은 가마쿠라에서 호조 씨의 영지였던 아타미(熱海)의 온천을 방문한 적이 있었는데, 현지 승려로부터 들은 이야기를 다음과 같이 자신의 일기에 기록하였다. “옛날, 헤이 사에몬 요리쓰나(平左衛門頼綱)가 셀 수도 없을 정도의 학살을 행하였다. 이곳에 그의 저택이 있어, 그가 주살되던 날 건물이 땅속으로 꺼져 들어갔다. 사람들은 모두, 산채로 지옥에 떨어진 것이라 하였다. 그러한 이유로 오늘날에 이르기까지 헤이 사에몬 지옥(平左衛門地獄)이라 부르고 있다.” 이와 같은 이야기가 다이라노 요리쓰나 사후 80년 뒤에까지 전해지고 있을 정도로, 그의 공포정치의 기억이 또렷하게 남아 있었음을 보여준다.